# 제시 헤인스
제시 조지프 헤인스(Jesse Joseph Haines, 1893년 7월 22일 ~ 1978년 8월 5일)는 "팝"(Pop)이라는 별명으로 알려진 미국의 전 프로 야구 선수이다. 1910년대부터 1930년대까지 메이저 리그 베이스볼 (MLB)에서 투수로 활약하였으며, 우투우타였다. 19 시즌 동안 신시내티 레즈와 세인트루이스 카디널스에서 뛰었다. 통산 555경기에 출전해 3208⅔이닝을 던지며 210승 158패, 209완투 23완봉, 3.64의 평균자책점을 기록하였다. 1970년에 미국 야구 명예의 전당에 헌액되었다.